# جورج باش
جورج باش (بالفرنسية: Georges Bach)‏ (و. 1955  م) هو سياسي، ونقابي لوكسمبورغي، ولد في مدينة لوكسمبورغ.

## مناصب
تولى منصب عضو في البرلمان الأوروبي (منذ 1 يوليو 2014)
- عضو في البرلمان الأوروبي (14 يوليو 2009–30 يونيو 2014).[1]